# Атигай
Атига́й (каз. Атығай) — село у складі Екібастузької міської адміністрації Павлодарської області Казахстану. Входить до складу Байєтського сільського округу.
Село утворене 2012 року.
Населення — 577 осіб (2021).